# Leioproctus cyaneus
Leioproctus cyaneus là một loài Hymenoptera trong họ Colletidae. Loài này được Cockerell mô tả khoa học năm 1915.